# تپه کلک جار
تپه کلک جار مربوط به میانه دوران‌های تاریخی پس از اسلام است و در شهرستان سنقر، بخش مرکزی، روستای خنجر آباد واقع شده و این اثر در تاریخ ۱۱ مرداد ۱۳۸۴ با شمارهٔ ثبت ۱۲۵۱۲ به‌عنوان یکی از آثار ملی ایران به ثبت رسیده است.